# Hou Yuzhuo
Hou Yuzhuo (en chino: 侯 玉琢; Baoding, 14 de noviembre de 1987) es una deportista china que compitió en taekwondo.
Participó en los Juegos Olímpicos de Londres 2012, obteniendo una medalla de plata en la categoría de –57 kg. En los Juegos Asiáticos de 2010 consiguió una medalla de plata.
Ganó dos medallas de oro en el Campeonato Mundial de Taekwondo en los años 2009 y 2011 y dos medallas de plata en el Campeonato Asiático de Taekwondo en los años 2010 y 2012.

## Palmarés internacional
| Juegos Olímpicos    | Juegos Olímpicos             | Juegos Olímpicos | Juegos Olímpicos |
| Año                 | Lugar                        | Medalla          | Categoría        |
| ------------------- | ---------------------------- | ---------------- | ---------------- |
| 2012                | Londres (Reino Unido)        | Medalla de plata | –57 kg           |
| Campeonato Mundial  |                              |                  |                  |
| Año                 | Lugar                        | Medalla          | Categoría        |
| 2009                | Copenhague (Dinamarca)       | Medalla de oro   | –57 kg           |
| 2011                | Gyeongju (Corea del Sur)     | Medalla de oro   | –57 kg           |
| Juegos Asiáticos    |                              |                  |                  |
| Año                 | Lugar                        | Medalla          | Categoría        |
| 2010                | Cantón (China)               | Medalla de plata | –57 kg           |
| Campeonato Asiático |                              |                  |                  |
| Año                 | Lugar                        | Medalla          | Categoría        |
| 2010                | Astaná (Kazajistán)          | Medalla de plata | –57 kg           |
| 2012                | Ciudad Ho Chi Minh (Vietnam) | Medalla de plata | –57 kg           |